# Ivàntxug
Ivàntxug (en rus: Иванчуг) és un poble de l'óblast d'Astracan, a Rússia, segons el cens del 2010 tenia 1.423 habitants.